# 米斯帕克
米斯帕克（法語：Muespach，发音：[myspak] 或 [myspax]；德语：Müspach）是法国上莱茵省的一个市镇，位于该省东南部，属于阿尔特基什区（Arrondissement d'Altkirch）和阿尔特基什县（Canton d'Altkirch）。该市镇总面积11.37平方公里，2009年时的人口为869人。

## 人口
米斯帕克人口变化图示